# Леон Томас III
Леон Дж. Томас III (англ. Leon G. Thomas III; род. 1 августа 1993, Нью-Йорк) — американский актёр, певец, автор песен, музыкант и танцор, наиболее известный по роли Андре Харриса в телесериале «Виктория-победительница» на канале Nickelodeon.

## Биография и карьера
Леон Дж. Томас III родился 1 августа 1993 года в Бруклине. Первая его роль была в 2003 году в бродвейской постановке «Король Лев» в роли юного Симбы. В 2004 году он принимал участие в постановке Тони Кушнера Caroline, or Change. Также он участвовал в мюзикле Цветы лиловые полей. В 2007 году Томас появился в фильме «Август Раш» в роли Артура, исполнив песню «La Bamba». Томас также был гостем в Jack’s Big Music Show и Just Jordan. Также он появился в роли Харпера в телесериале «АйКарли». 27 марта 2010 года на канале Nickelodeon состоялась премьера нового телесериала «Виктория-победительница», где он до 2013 года играл одну из главных ролей. Он также появился в роли Андре в специальной серии телесериала «АйКарли» «Вечеринка с Викторией-победительницей».
С 2012 года начал музыкальную карьеру, выпустив микстейп Metro Hearts. Он написал песню «Ain’t No Other Me» для британской группы Stooshe, а также 4 песни для альбома Арианы Гранде Yours Truly. 24 сентября 2013 года он выпустил новый сингл «Hello How Are You» с участием рэпера Уиз Халифа. 1 января 2014 года он выпустил новый микстейп V1bes.

## Фильмография
| Год       | Название                  | Роль          | Серия                                                  |
| --------- | ------------------------- | ------------- | ------------------------------------------------------ |
| 2006      | Just for Kicks            | Ty            | 2 серии                                                |
| 2006      | The Backyardigans         | Тайрон        | Серия: «Пирог Самурая»                                 |
| 2007      | Just Jordan               | Ронни         | 2 сезон 7 серия                                        |
| 2007      | Август Раш                | Артур         |                                                        |
| 2007      | Jack’s Big Music Show     | Леон          | 2 сезон 10 серия                                       |
| 2008      | АйКарли                   | Харпер        | «АйКарли Идёт на Телевидение»(1 сезон 23 серия)        |
| 2008      | The Naked Brothers Band   | Леон Уильямс  | Специальная Рождественская серия                       |
| 2010      | 2010 Kids' Choice Awards  | камео         | с Викторией-Победительницей                            |
| 2010      | Rising Stars              | JR            |                                                        |
| 2010-2013 | Виктория-победительница   | Андре Харрис  | главная роль                                           |
| 2011      | 2011 Kids' Choice Awards  | самого себя   |                                                        |
| 2011      | Тру Джексон               | самого себя   | Серия: «Настоящая Популярность»                        |
| 2011      | АйКарли                   | Андре Харрис  | Серия: «Вечеринка с Викторией-Победительницей» (Фильм) |
|           | Figure It Out             | самого себя   |                                                        |
| 2014      | Крутые чуваки             | Туксон        |                                                        |
| 2014      | Супружеский долг          | Матео         |                                                        |
| 2014      | Робот и монстр            | Робот         | пение                                                  |
| 2015      | Бойтесь ходячих мертвецов | Рассел        |                                                        |
| 2015      | Runaway Island            | Эван Холлоуэй |                                                        |
| 2017      | Insecure                  | Эдди          | периодическая роль                                     |
| 2017      | Детройт                   | Дэррил        |                                                        |

### Бродвей
- The Lion King
- Caroline or Change
- The Color Purple

## Дискография
Микстейпы
- Metro Hearts (2012)
- V1bes (2014)
- Genesis (2018)

Синглы
- 2012: «Countdown» (совместно с Victoria Justice)
- 2012: «Take Care» (совместно с Ариана Гранде)
- 2013: «Hello How Are You» (при участии Wiz Khalifa)

## Награды
| Год  | Награда                    | Категория                                                       | Получатель              | Итог      |
| ---- | -------------------------- | --------------------------------------------------------------- | ----------------------- | --------- |
| 2010 | Teen Choice Awards         | Choice TV Breakout Show                                         | Виктория-победительница | Номинация |
| 2011 | UK Kids Choice Awards 2011 | Nick UK’s Favourite TV Show                                     | Виктория-победительница | Победа    |
| 2011 | 63rd Primetime Emmy Awards | Outstanding Children’s Program                                  | Виктория-победительница | Номинация |
| 2012 | NAACP Image Award          | Outstanding Performance in a Youth/Children’s Series or Special | Леон Томас III          | Номинация |